# Mario Soriano
Pour les articles homonymes, voir Soriano (homonymie).
Mario Soriano, né le 22 avril 2002 à Alcalá de Henares en Espagne, est un footballeur espagnol qui joue au poste de milieu offensif au Deportivo La Corogne.

## Biographie

### En club
Né à Alcalá de Henares en Espagne, Mario Soriano est formé par l'Atlético de Madrid. Le 6 janvier 2021, il fait sa première apparition avec l'équipe première du Deportivo, lors d'une rencontre de coupe d'Espagne face à l'UE Cornellà. Il entre en jeu à la place de João Félix et voit son équipe vaincue par un but à zéro,.
Le 31 août 2021, Mario Soriano est prêté par l'Atlético au Deportivo La Corogne pour la durée d'une saison.
Il s'impose comme un joueur régulier au Deportivo, jouant au total 33 matchs et marquant 5 buts durant son prêt. Le 19 juillet 2022 il est recruté définitivement par le club galicien en signant un contrat de deux ans, soit jusqu'en juin 2024.
Soriano se fait remarquer le 3 septembre 2022 en réalisant le premier doublé de sa carrière face au Real Balompédica Linense, en championnat. Titulaire, il permet à son équipe de s'imposer alors qu'elle était menée d'un but (2-1 score final).
Lors de l'été 2023 Mario Soriano refuse de prolonger son contrat au Deportivo et le 17 juillet 2023, il est prêté à la SD Eibar pour une saison.
Il marque son premier but pour Eibar le 19 août 2023, lors d'une rencontre de championnat face au Elche CF. Titulaire ce jour-là, il marque le but vainqueur de son équipe (2-1 score final).

### En sélection
Mario Soriano joue avec l'équipe d'Espagne des moins de 18 ans de 2019 à 2020, faisant trois apparitions.